# Cryptocommunisme
Cryptocommunisme is een aanduiding die tijdens de Koude Oorlog gegeven werd aan mensen, vooral journalisten, politici, kunstenaars en wetenschappers die aanhangers zouden zijn en in het voordeel zouden handelen van het communisme, zonder dat zij dat zelf toegaven.

## Verenigde Staten
Alger Hiss, voormalig topambtenaar van buitenlandse zaken, adviseur in de New Deal onder Roosevelt en enige tijd Secretaris-generaal van de Verenigde Naties, werd bijvoorbeeld veroordeeld wegens zijn dubbelrol als spion van de Sovjet-Unie. Zelf heeft hij dit altijd ontkend. De zaak kwam aan het rollen toen hij beschuldigd werd door ex-communist Whittaker Chambers die met hem samengewerkt had.
Begin jaren '50 maakte onder aanvoering van senator Joseph McCarthy een speciaal daartoe ingestelde parlementaire commissie - het zogenoemde House Committee on Un-American Activities (Huiscommissie voor on-Amerikaanse activiteiten) - jacht op iedereen die men verdacht van communistische sympathieën; ook mensen in de regering en in het parlement die dus in strijd met de belangen van de VS zouden handelden. Het aantal mensen dat tijdens het Mccarthyisme van cryptocommunisme werd beschuldigd was zo groot dat men spreken kan van een complottheorie.

## Verenigd Koninkrijk
Eind jaren '40 stelde de schrijver en journalist George Orwell een lijst op van mensen die hij van cryptocommunisme verdacht. De lijst is pas in 2003 vrijgegeven door de Britse regering.

## Nederland
In de jaren '50 en jaren '60 werd de term cryptocommunist regelmatig gebruikt. In sommige gevallen was deze benaming aantoonbaar correct omdat de CPN geheime leden telde. Deze geheime leden waren veelal mensen die hun positie en/of baan konden kwijtraken als bekend werd dat zij CPN-lid waren. Ook in Nederland was gedurende de Koude Oorlog namelijk sprake van beroepsverbod. Sinds het eind van de Koude Oorlog is cryptocummunist een scheldwoord zonder precieze betekenis geworden.